# FitTop10
FitTop10 is een lied van het Nederlandse kinderkoor Kinderen voor Kinderen. Het werd in 2022 als single uitgebracht en stond in hetzelfde jaar als vijfde track op het album 43 - Gi-ga groen.

## Achtergrond
FitTop10 is geschreven door Willem Laseroms, Jermain van der Bogt, Luuk van Kesteren en Lucia Marthas en geproduceerd door Laseroms en Van Kesteren. Het is kinderlied waarin tien verschillende dansmoves worden besproken en uitgelegd. De liedvertellers vragen aan de luisteraar om mee te doen met deze dansjes. Het lied was themalied van de Koningsspelen 2022, dat het thema Voel Je Fit had. Het "fit" gedeelte in de titel van het nummer slaat over het thema van de spelen van dat jaar, en de "top10" heeft te maken met het jubileum van de Koningsspelen, waarvan het in 2022 de tiende editie was. In de bijbehorende videoclip zijn koorleden te zien terwijl ze een Superbowl nabootsen in het Olympisch Stadion in Amsterdam. Naast het koor zitten ook meer dan zevenhonderd andere kinderen, cheerleaders en een brassband in de clip.

## Hitnoteringen
Het kinderkoor had bescheiden succes met het lied in de Nederlandse hitlijsten. Het kwam tot de 36e plaats van de Single Top 100 en stond twee weken in de lijst. Er was geen notering in de Top 40; het kwam wel tot de achtste plaats in de Tipparade.